# Elul

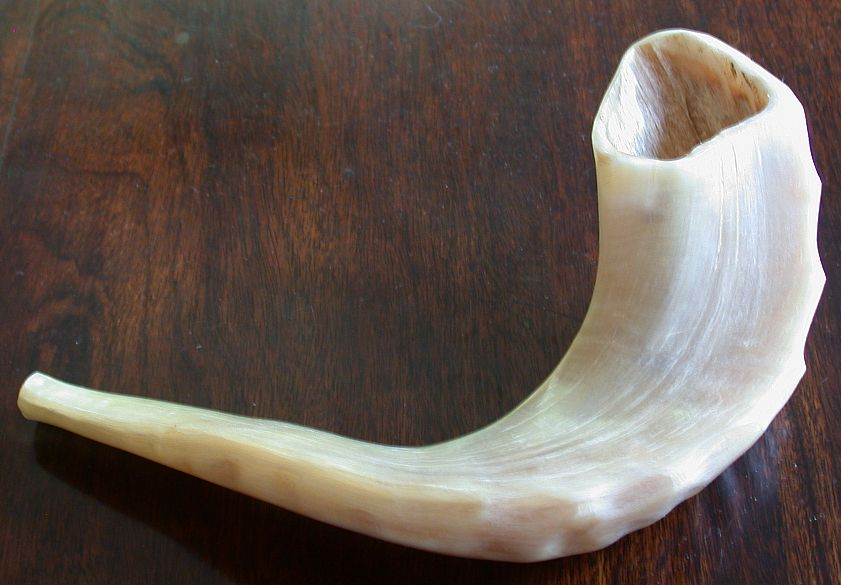
Szofar- róg wzywający do skruchy

Elul (hebr: אלול) – dwunasty ostatni miesiąc żydowskiego kalendarza cywilnego, a szósty kalendarza religijnego. Przypada na miesiące sierpień-wrzesień w kalendarzu gregoriańskim. Liczy 29 dni. Na miesiąc Elul nie przypadają znaczące wydarzenia religijne.

## Zwyczaje miesiąca
Jako ostatni miesiąc żydowskiego roku, Elul jest tradycyjnie czasem introspekcji i podsumowania – czasem by przejrzeć swoje uczynki i postęp duchowy minionego roku i przygotować się na nadchodzące Straszne Dni Rosz ha-Szana i Jom Kipur.
Jako miesiąc Boskiego Miłosierdzia i Przebaczenia, Elul jest najwłaściwszym czasem na teszuwę („powrót” do Boga), modlitwę, dobroczynność, i wzmożoną miłość do współbrata Żyda w poszukiwaniu doskonałości i przybliżenia się do Boga. Mistrz chasydzki Rabin Shneur Zalman z Liadi porównuje miesiąc Elul do czasu, kiedy król jest na polu i, w przeciwieństwie do czasu kiedy jest w królewskim pałacu, każdy, kto pragnie może się z nim spotkać, a on przyjmuje ich z radosnym obliczem i pokazuje im wszystkim swoją uśmiechniętą twarz.

## Praktyki miesiąca
- Każdego dnia miesiąca Elul (z wyjątkiem Szabatu i ostatniego dnia miesiąca Elul), dmiemy w szofar wzywając do skruchy.
- Pisząc list lub spotykając kogoś, błogosławimy innym dodając pozdrowienie Ketiwa wachatima towa – co można przetłumaczyć jako Obyś był zapisany i zapieczętowany na dobry rok.

- Dodajemy 27 rozdział Księgi Psalmów do codziennych modlitw, rano i po południu.

- Baal Szem Tow ustanowił zwyczaj recytowania 3 dodatkowych rozdziałów Księgi Psalmów każdego dnia, począwszy od pierwszego dnia miesiąca Elul aż do Jom Kipur (w Jom Kipur recytuje się pozostałe 36 rozdziałów, kończąc w ten sposób całą Księgę Psalmów).

- Elul jest dobrym czasem na to, by dać do sprawdzenia koszerność swojego tfilinu i mezuza jakiemuś akredytowanemu skrybie by upewnić się, że są w dobrym stanie i mogą nadal być używane.

- Podczas ostatniego tygodnia Elul, w dniach prowadzących do Rosz ha-Szana, recytuje się modlitwy Selichot, pierwszej nocy o północy, a w następne dni wcześnie rankiem.